# Khách sạn băng (Jukkasjärvi)
Khách sạn băng là một khách sạn tại làng Jukkasjärvi, 17 km so với Kiruna, Thụy Điển, được dựng lên mỗi năm từ tháng 12-tháng 4, là khách sạn băng đầu tiên trên thế giới, mở cửa đầu tiên vào năm 1990.
Năm 1989, nghệ sĩ băng Nhật Bản đã đến thăm khu vực này và tạo ra một cuộc triển lãm nghệ thuật đá. Mùa xuân năm 1990, nghệ sĩ người Pháp Jannot Derid tổ chức một cuộc triển lãm trong một lều tuyết hình trụ trong khu vực. Một đêm không có phòng có sẵn trong thị trấn, do đó, một số các du khách xin phép để qua đêm tại phòng triển lãm. Họ ngủ trong túi ngủ trên da tuần lộc - khách đầu tiên du khách của "khách sạn".
Toàn bộ khách sạn được thực hiện trong các khối băng tuyết lấy từ sông Torne - ngay cả những ly trong quán đều được làm bằng đá. Mỗi mùa xuân, khoảng tháng ba, Icehotel thu hoạch hàng tấn băng từ sông Torne đông lạnh và lưu trữ trong một hội trường sản xuất gần đó có chỗ cho hơn 10.000 tấn nước đá và 30.000 tấn tuyết. Băng này được sử dụng cho việc tạo quán rượu băng và ly nước đá, cho các lớp đá điêu khắc, các sự kiện và giới thiệu sản phẩm trên toàn thế giới trong khi tuyết được sử dụng để xây dựng một cấu trúc mạnh cho tòa nhà. Khoảng 1.000 tấn băng còn lại được sử dụng trong việc xây dựng các khách sạn tiếp theo.
Có phòng ở ấm ở kề bên khách sạn. Khách sạn băng ở Jukkasjärvi là khách sạn băng lớn nhất thế giới, diện tích 6 000 m². Mỗi phòng được thiết kế riêng biệt và kiến trúc khách sạn thay đổi theo mỗi năm. Mỗi năm các nghệ sĩ trình ý tưởng thiết kế phòng và một ban sẽ lựa chọn 50 nghệ sĩ để tạo ra nhà thờ, Absolut Icebar, quầy lễ tân, sảnh chính và các phòng. Khi mùa xuân đến, tất cả chảy tan ra và trở về sông Torne. Khách sạn băng chỉ tồn tại từ tháng 12-tháng 4 và được liệt kê vào Bảy kỳ quan Thụy Sĩ. 
Các phim tài liệu tập trung vào khách sạn này có thể xem trên Discovery Channel and National Geographic. Khách sạn băng có khách lưu trú từ nhiều quốc gia và có nhiều chuyến bay thuê chuyến từ sân bay Kiruna thẳng từ London.

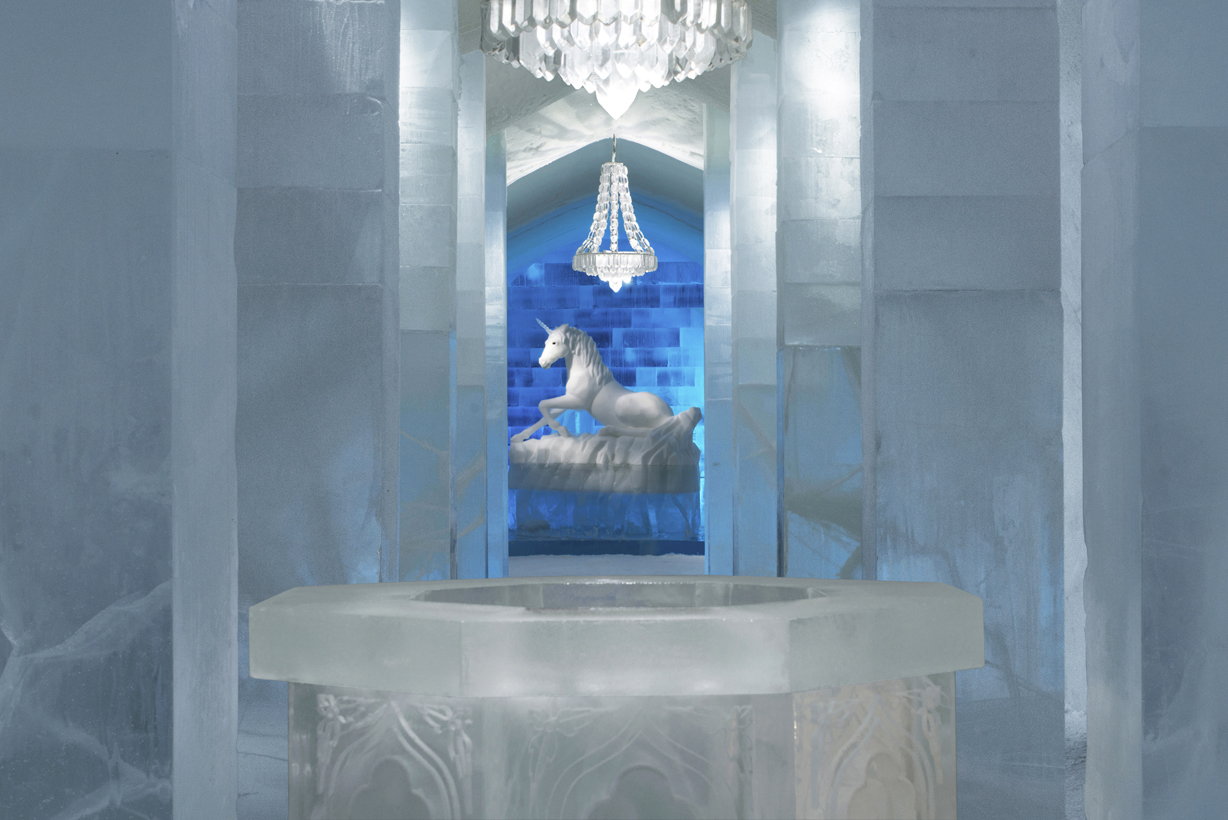
Sảnh chính (2014) bởi Alessandro Falca & AnnaSofia Mååg
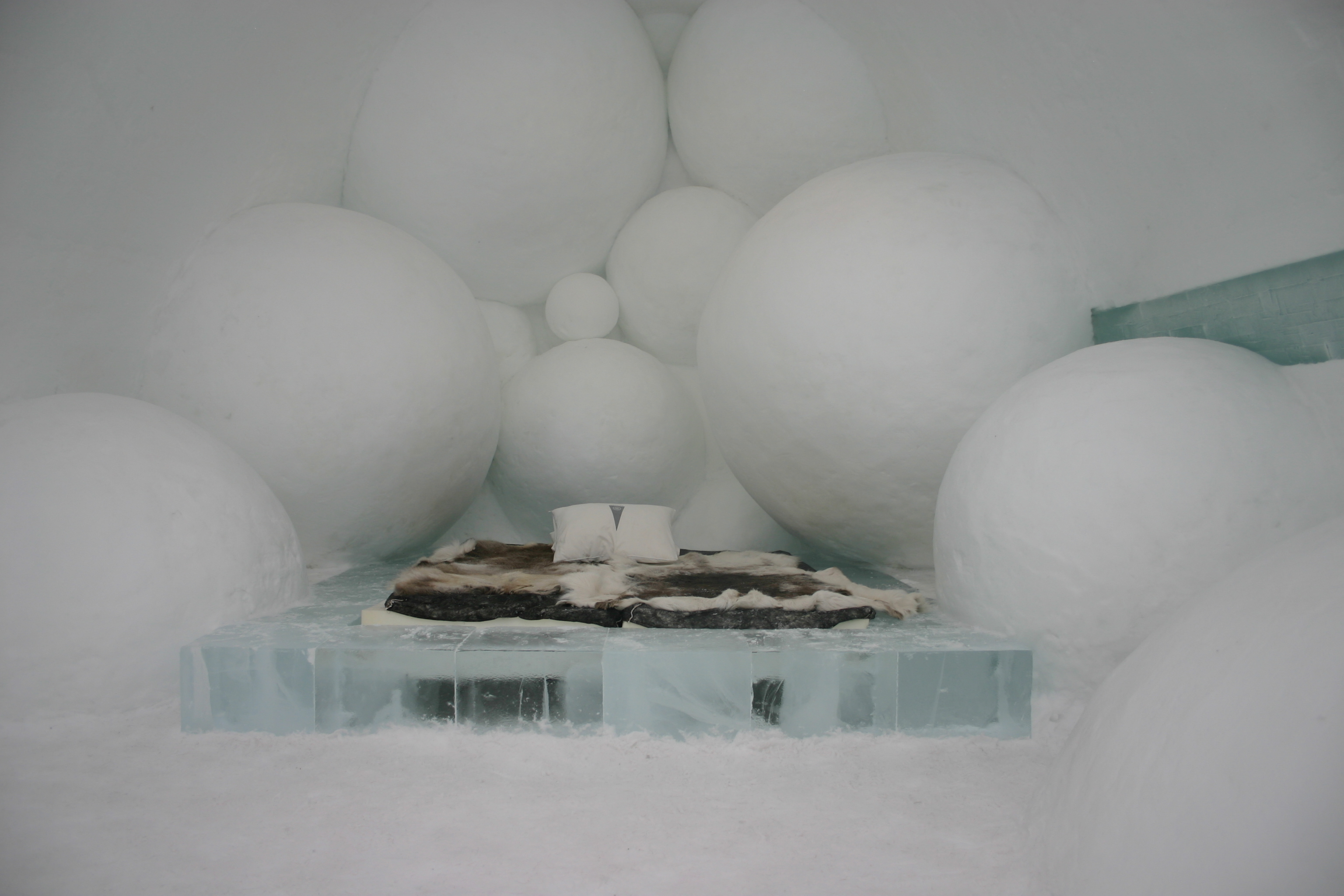
phòng những trái bóng tuyết
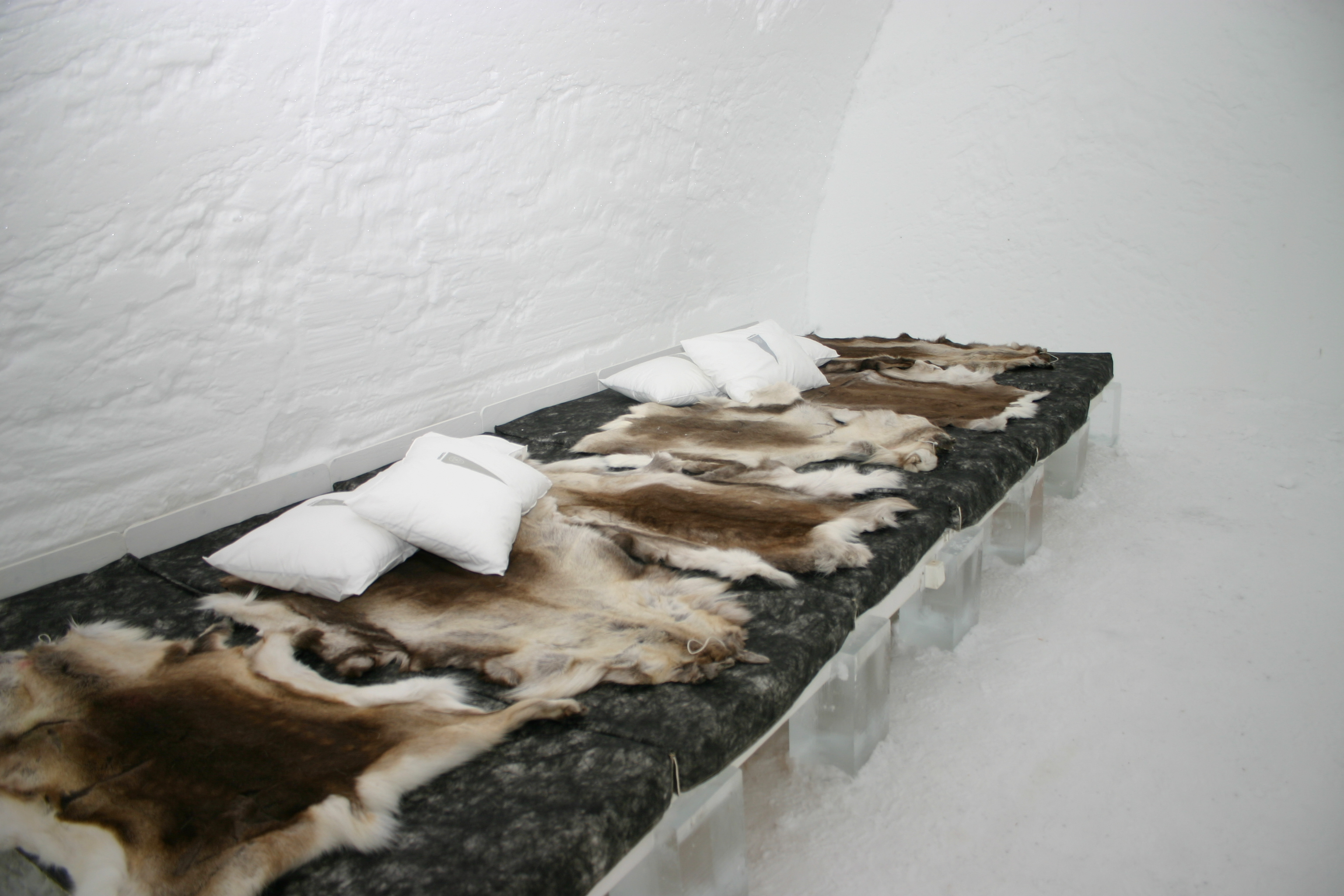
một bộ ghế dài
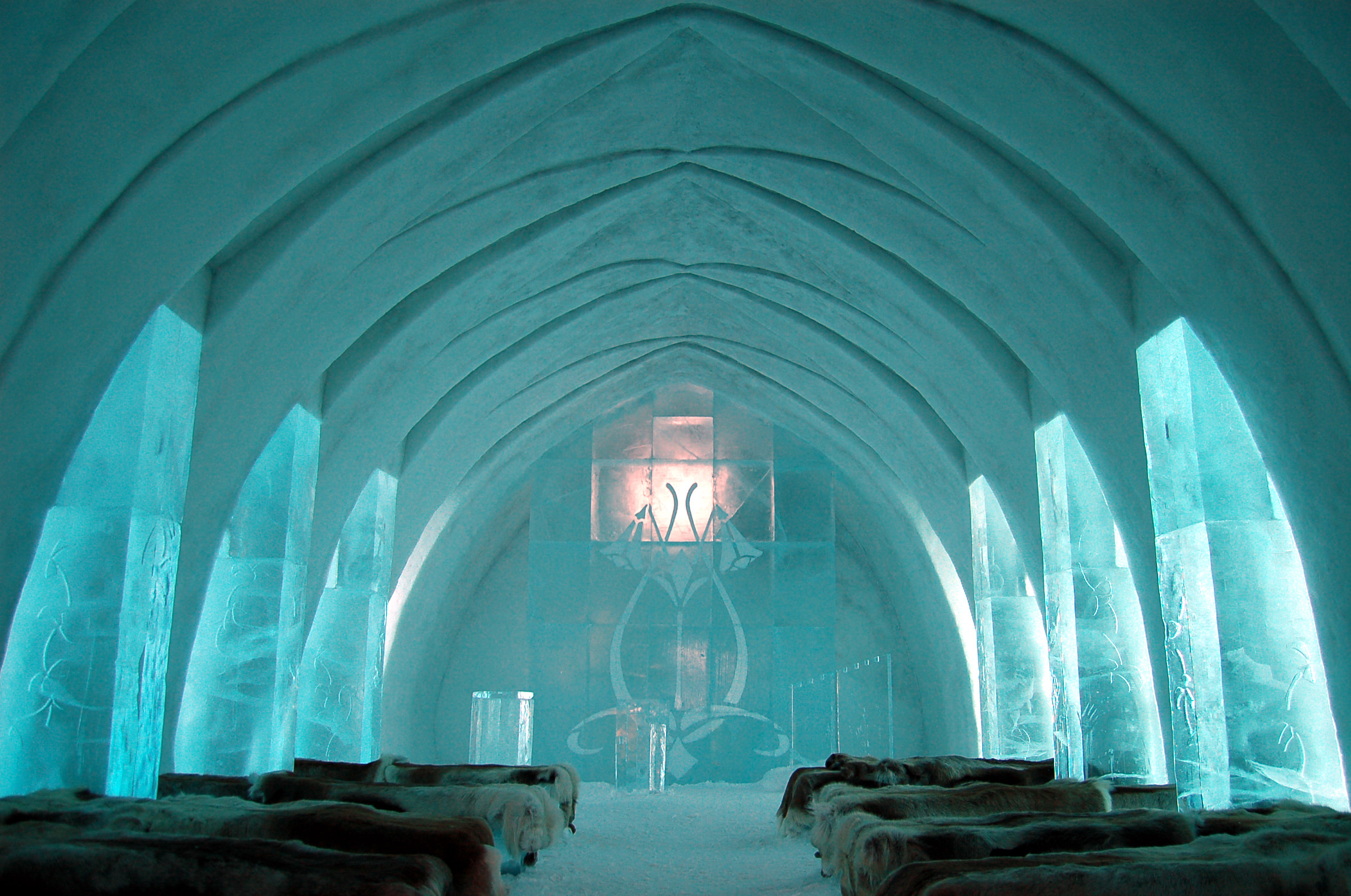
nhà thờ băng của khách sạn
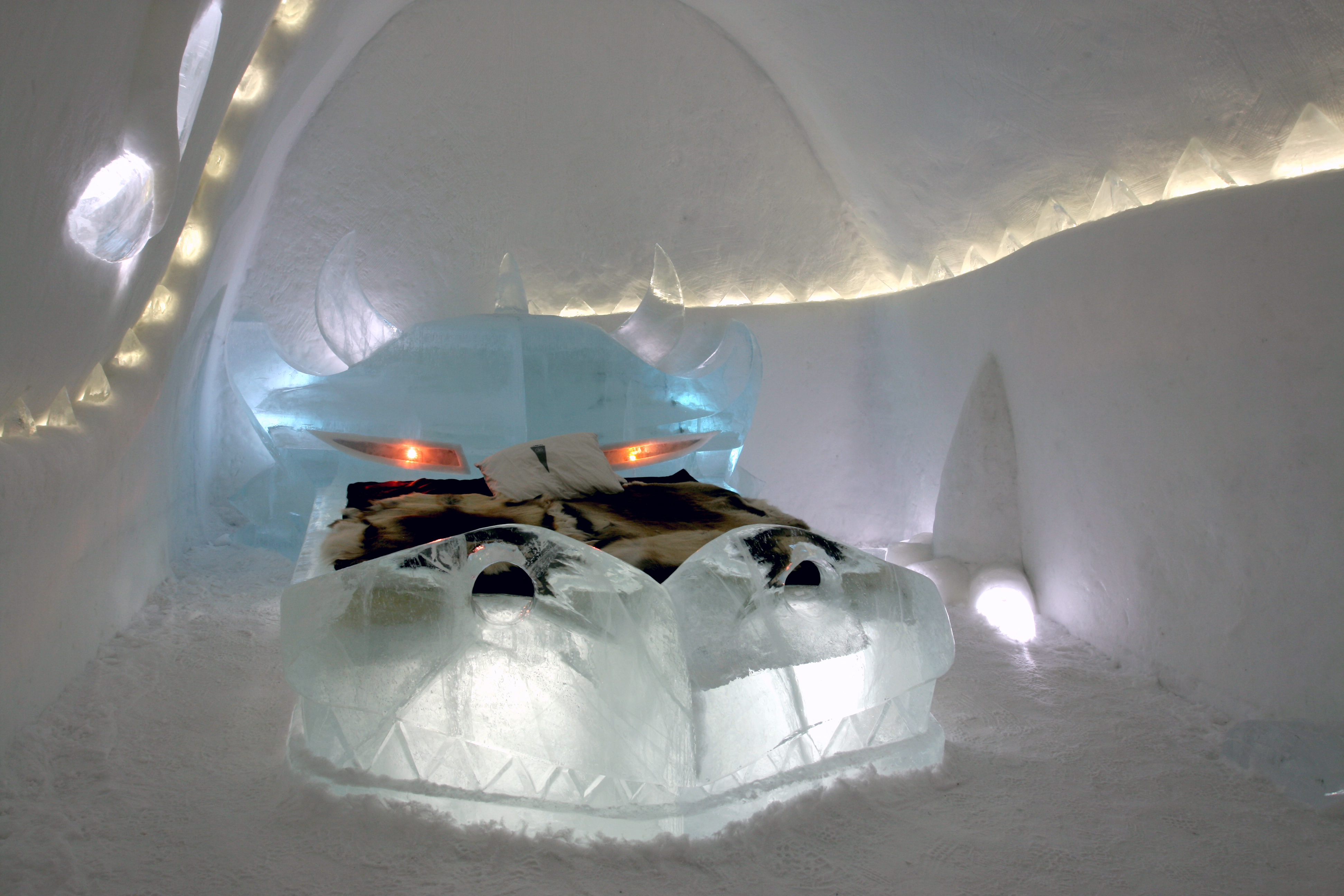
dãy phòng "con rồng bị trục xuất" năm 2008 của Valli Schafer & Barra Cassidy.
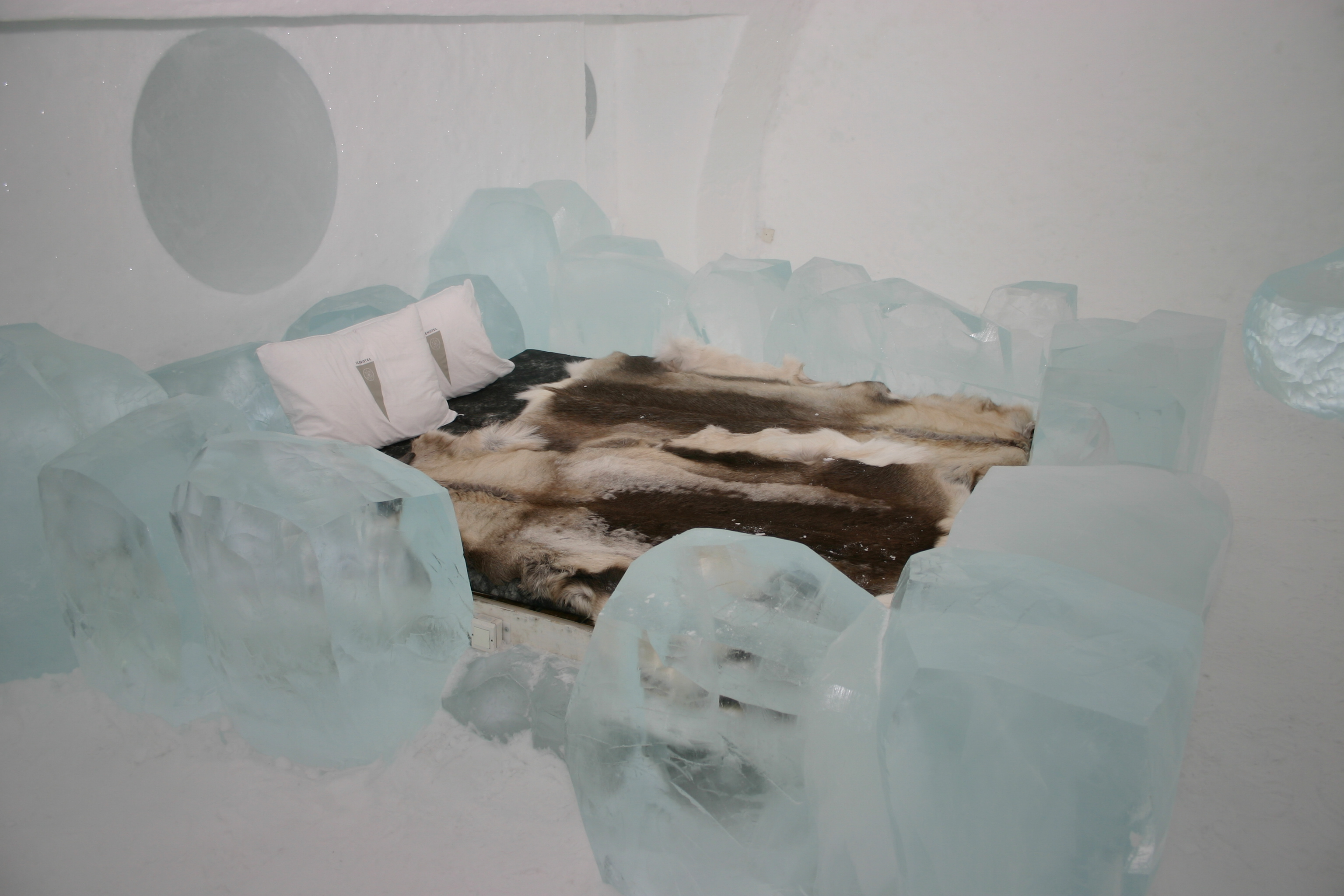
phòng băng đá
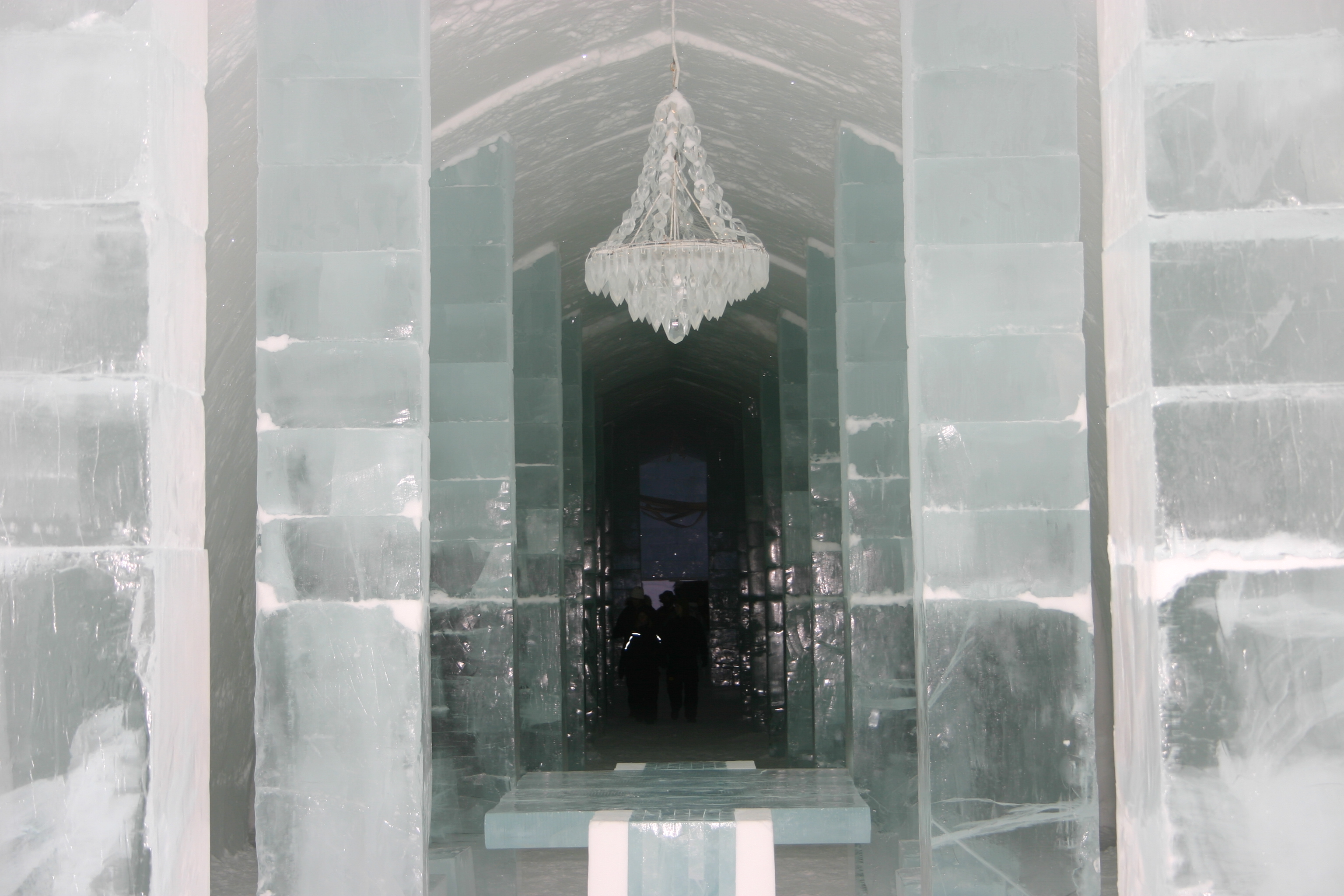
các lối đi
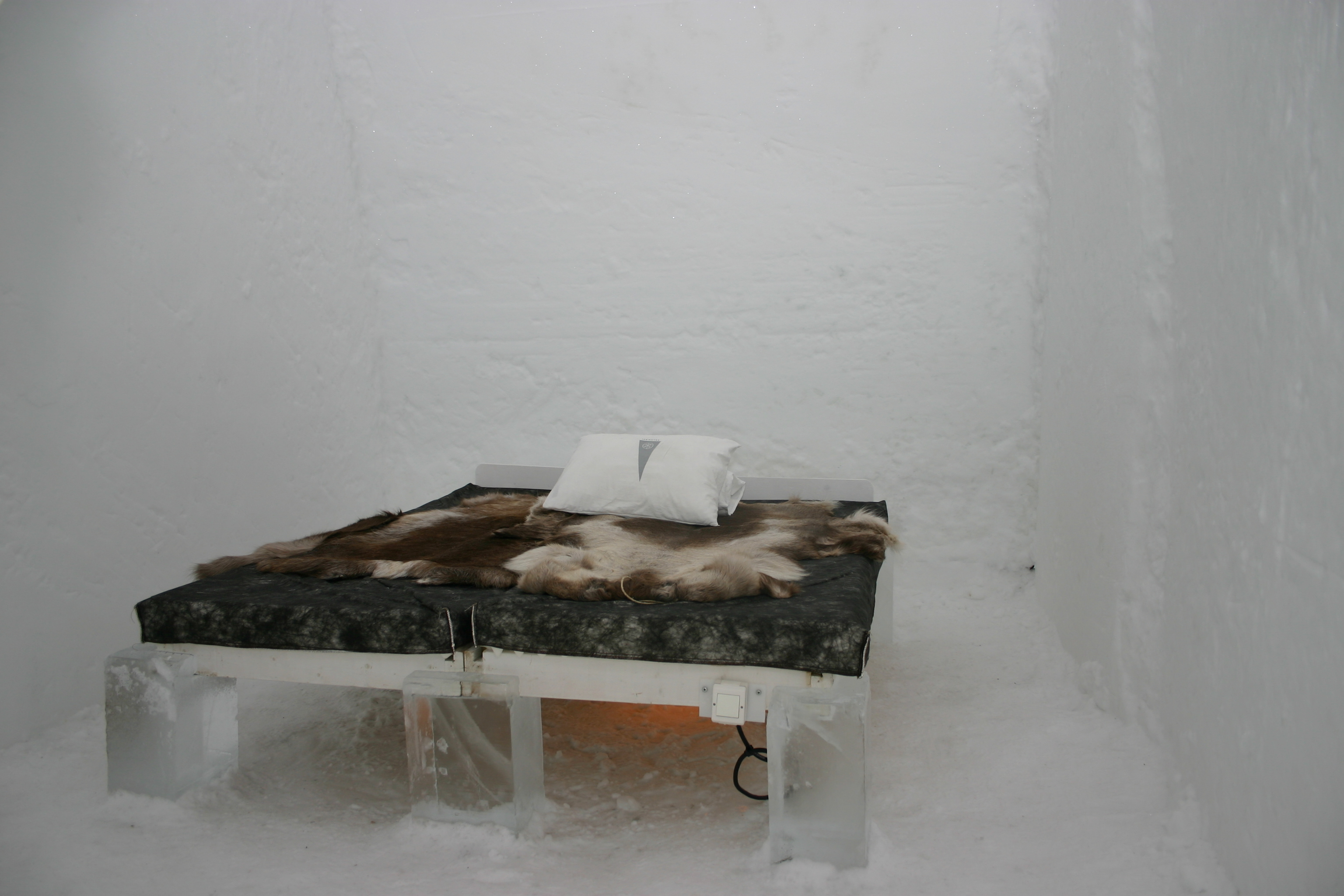
Phòng cho chăn điện
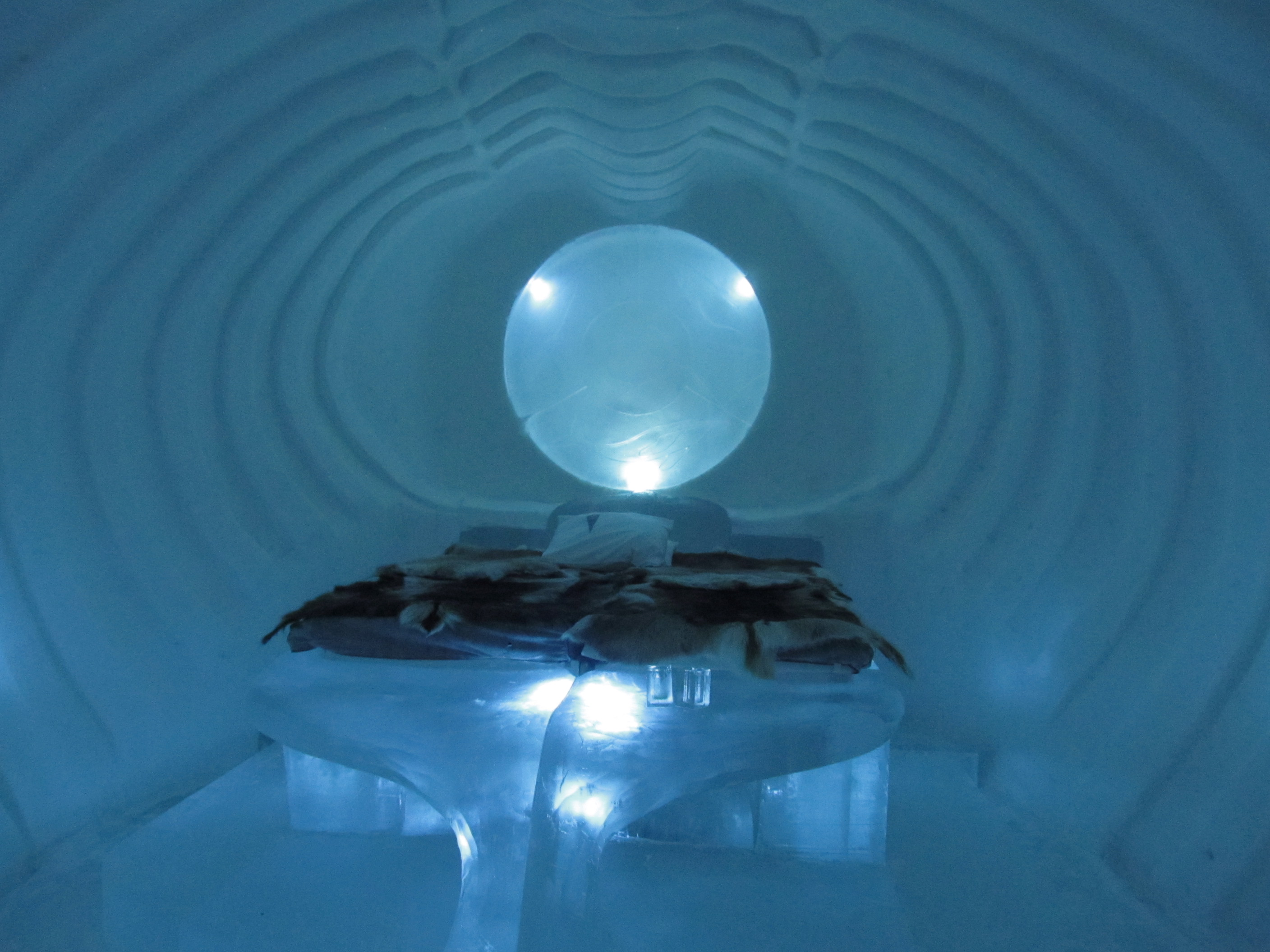
dãy phòng "Blue Marine" 2012 của Andrew Winch & William Blomstrand.
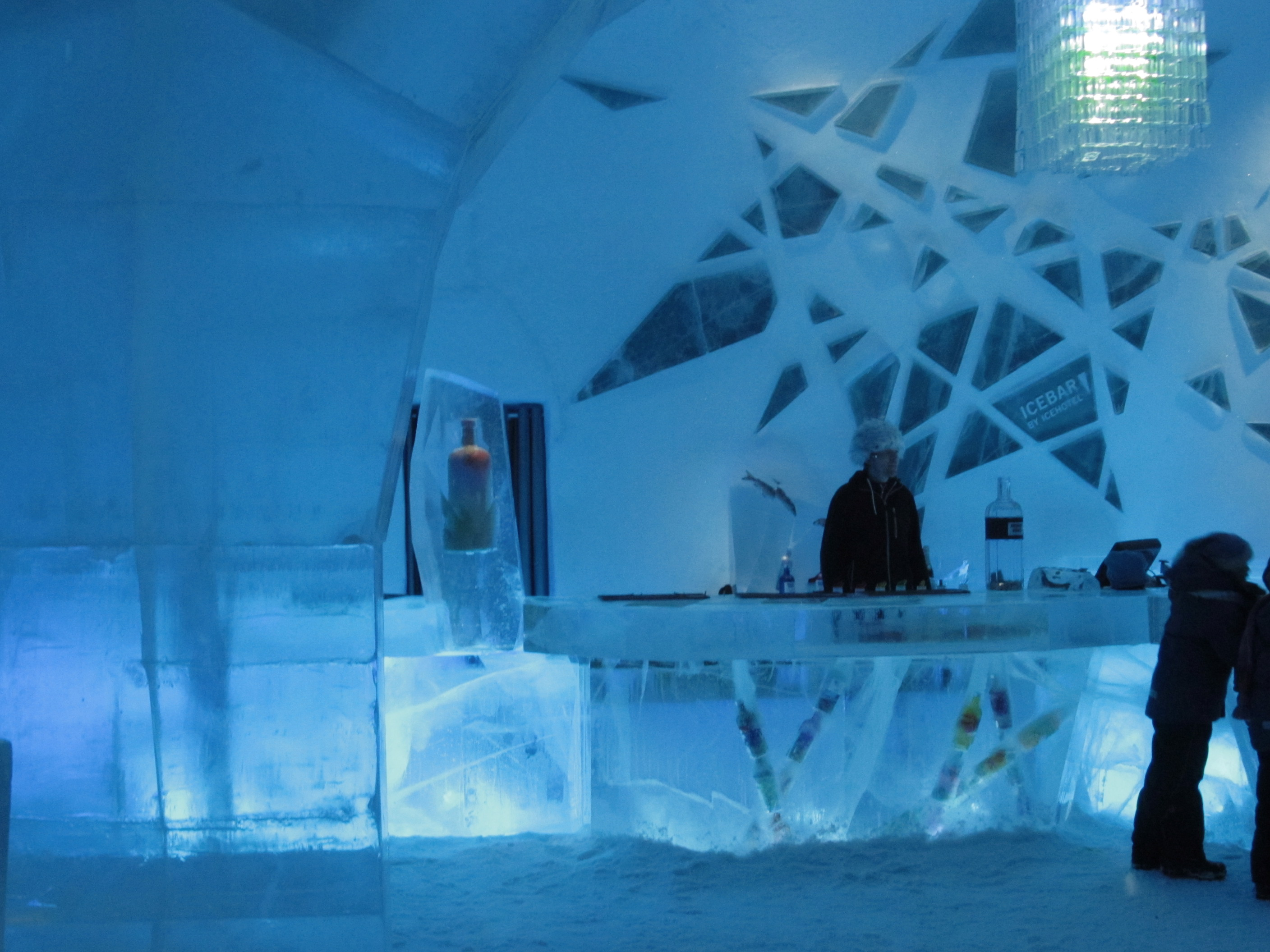
quầy rượu